# Santos Varones (Cartaya)

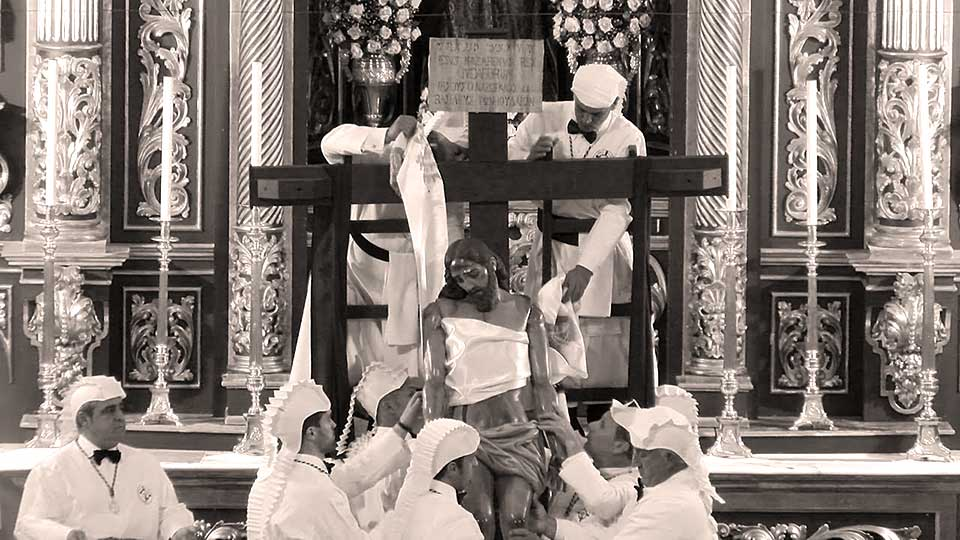
Descendimiento de Cristo por los Santos Varones.

El Auto del Descendimiento o de los Santos Varones es una representación dramática litúrgica que se celebra anualmente el Viernes Santo en la Parroquia de San Pedro de Cartaya.
Aunque de origen desconocido, se estima que esta tradición supera los siete siglos. Actualmente es organizada por la Hermandad Sacramental del Santo Entierro de Cristo, cuya existencia consta al menos desde 1673.
La ceremonia se celebra en la tarde del Viernes Santo. El presbiterio de la Parroquia de San Pedro se encuentra cubierto con un velo rojo. Un predicador empieza el relato de la Pasión de Cristo hasta que llega el momento de su muerte.

Entonces Jesús, clamando otra vez a gran voz, exhaló el espíritu. Y he aquí, el velo del templo se rasgó en dos, de arriba a abajo.

Llegado este momento se descorre el velo, dejando el descubierto la imagen de Cristo crucificado escoltado por un grupo de hombres: los Santos Varones. Cuando el relato del predicador llega al pasaje del descendimiento, dos de ellos suben a unas escaleras y retiran la tablilla del inri y la corona de espinas, que es mostrada al pueblo por el más joven. A continuación es desclavada la imagen del Cristo y bajada de la cruz con ayuda de unas sábanas. Acabada esta operación, la imagen es trasladada por la iglesia hasta el lugar donde se encuentra el paso de la Virgen para mostrar a la Madre el cuerpo muerto de su Hijo.
La ceremonia continúa con el besapiés del Cristo, tras el que es introducido en una urna dorada para empezar su procesión por las calles de Cartaya. Una vez acaba el recorrido, el Cristo es nuevamente bajado del paso para escenificar su amortajamiento. Tras este, mientras un coro canta salmos, el Cristo es trasladado hasta su altar y cubierto con un velo morado. Cumplida esta función, los Santos Varones se retiran, terminando el auto sacramental.
Los Santos Varones son encarnados por hombres de la localidad. Visten túnica de lino blanca, cofias plisadas del mismo tejido y cíngulo negro. El puesto es vitalicio y de carácter hereditario, pasando de un padre a su hijo mayor o, en caso de no haber hijos varones, al marido de la hija mayor.
La imagen protagonista del rito es una talla de Cristo articulada realizada por José Alarcón Santacruz en 1944.